# Next Generation ATP Finals de 2019
O Next Generation ATP Finals de 2019 foi um torneio de tênis masculino disputado em quadras duras na cidade de Milão, na Itália. Esta foi a 3ª edição. 

## Premiação

### Antes do torneio
Estes são os valores pré-estabelecidos antes do evento.
| Fase                                                    | Premiação        |
| ------------------------------------------------------- | ---------------- |
| Bônus por título invicto                                | US$ 24.000       |
| Título                                                  | RR + US$ 250.000 |
| Final                                                   | RR + US4 140.000 |
| Semifinal                                               | RR + US$ 63.000  |
| Vitória por jogo na fase de grupos                      | US$ 33.000       |
| Participação (para os oito originalmente classificados) | US$ 56.000       |
| Alternates                                              | US$ 16.000       |
| Bônus por título invicto                                | US$ 24.000       |

### Depois do torneio
Valores pagos de acordo com a campanha de cada jogador.
| Jogador                     | Participação  | Campanha    | Total       |
| --------------------------- | ------------- | ----------- | ----------- |
| Jannik Sinner               | US$ 56.000    | US$ 316.000 | US$ 372.000 |
| Alex de Minaur              | US$ 56.000    | US$ 239.000 | US$ 295.000 |
| Miomir Kecmanović           | US$ 56.000    | US$ 129.000 | US$ 185.000 |
| Frances Tiafoe              | US$ 56.000    | US$ 129.000 | US$ 185.000 |
| Ugo Humbert                 | US$ 56.000    | US$ 33.000  | US$ 89.000  |
| Casper Ruud                 | US$ 56.000    | US$ 33.000  | US$ 89.000  |
| Mikael Ymer                 | US$ 56.000    | US$ 33.000  | US$ 89.000  |
| Alejandro Davidovich Fokina | US$ 56.000    | US$ 0       | US$ 56.000  |
| Total                       | US$ 1.360.000 |             |             |

## Qualificação
Os sete primeiros no ranking "Corrida para Milão" se qualificam. O oitavo posto é reservado para convite a um jogador italiano, assim como ocorreu nas últimas duas edições. Jogadores elegíveis devem ter 21 anos ou menos no começo da temporada (nascidos em 1998 ou depois para a edição de 2019).
| Corrida final de simples - Race to Milan (28 de outubro de 2019) | Corrida final de simples - Race to Milan (28 de outubro de 2019) | Corrida final de simples - Race to Milan (28 de outubro de 2019) | Corrida final de simples - Race to Milan (28 de outubro de 2019) | Corrida final de simples - Race to Milan (28 de outubro de 2019) | Corrida final de simples - Race to Milan (28 de outubro de 2019) |
| #                                                                | Pos. ATP                                                         | Jogador                                                          | Pontos                                                           | Torneios                                                         | Nascimento                                                       |
| ---------------------------------------------------------------- | ---------------------------------------------------------------- | ---------------------------------------------------------------- | ---------------------------------------------------------------- | ---------------------------------------------------------------- | ---------------------------------------------------------------- |
| 1º                                                               | 7º                                                               | Stefanos Tsitsipas                                               | 3.910                                                            | 25                                                               | 1998                                                             |
| 2º                                                               | 18º                                                              | Alex de Minaur                                                   | 1.730                                                            | 23                                                               | 1999                                                             |
| 3º                                                               | 19º                                                              | Félix Auger-Aliassime                                            | 1.681                                                            | 25                                                               | 2000                                                             |
| 4º                                                               | 28º                                                              | Denis Shapovalov                                                 | 1.495                                                            | 25                                                               | 1999                                                             |
| 5º                                                               | 46º                                                              | Frances Tiafoe                                                   | 1.060                                                            | 26                                                               | 1998                                                             |
| 6º                                                               | 56º                                                              | Ugo Umbert                                                       | 932                                                              | 29                                                               | 1998                                                             |
| 7º                                                               | 63º                                                              | Casper Ruud                                                      | 931                                                              | 23                                                               | 1998                                                             |
| 8º                                                               | 55º                                                              | Miomir Kecmanović                                                | 901                                                              | 25                                                               | 1999                                                             |
| 9º                                                               | 73º                                                              | Mikael Ymer                                                      | 763                                                              | 20                                                               | 1998                                                             |
| 10º                                                              | 82º                                                              | Alejandro Davidovich Fokina                                      | 627                                                              | 23                                                               | 1999                                                             |
| 11º                                                              | 93º                                                              | Jannik Sinner [WC]                                               | 596                                                              | 24                                                               | 2001                                                             |
| 12º                                                              | 95º                                                              | Alexei Popyrin                                                   | 585                                                              | 24                                                               | 1999                                                             |
| 13º                                                              | 97º                                                              | Corentin Moutet                                                  | 584                                                              | 25                                                               | 1999                                                             |
| 45º                                                              | 393º                                                             | Giulio Zeppieri                                                  | 93                                                               | 17                                                               | 2001                                                             |

## Final
| Categoria | Campeão(s)    | Vice-campeão(ões) | Resultado     | Chave     |
| --------- | ------------- | ----------------- | ------------- | --------- |
| Simples   | Jannik Sinner | Alex de Minaur    | 4–2, 4–1, 4–2 | principal |